# معبد الدر

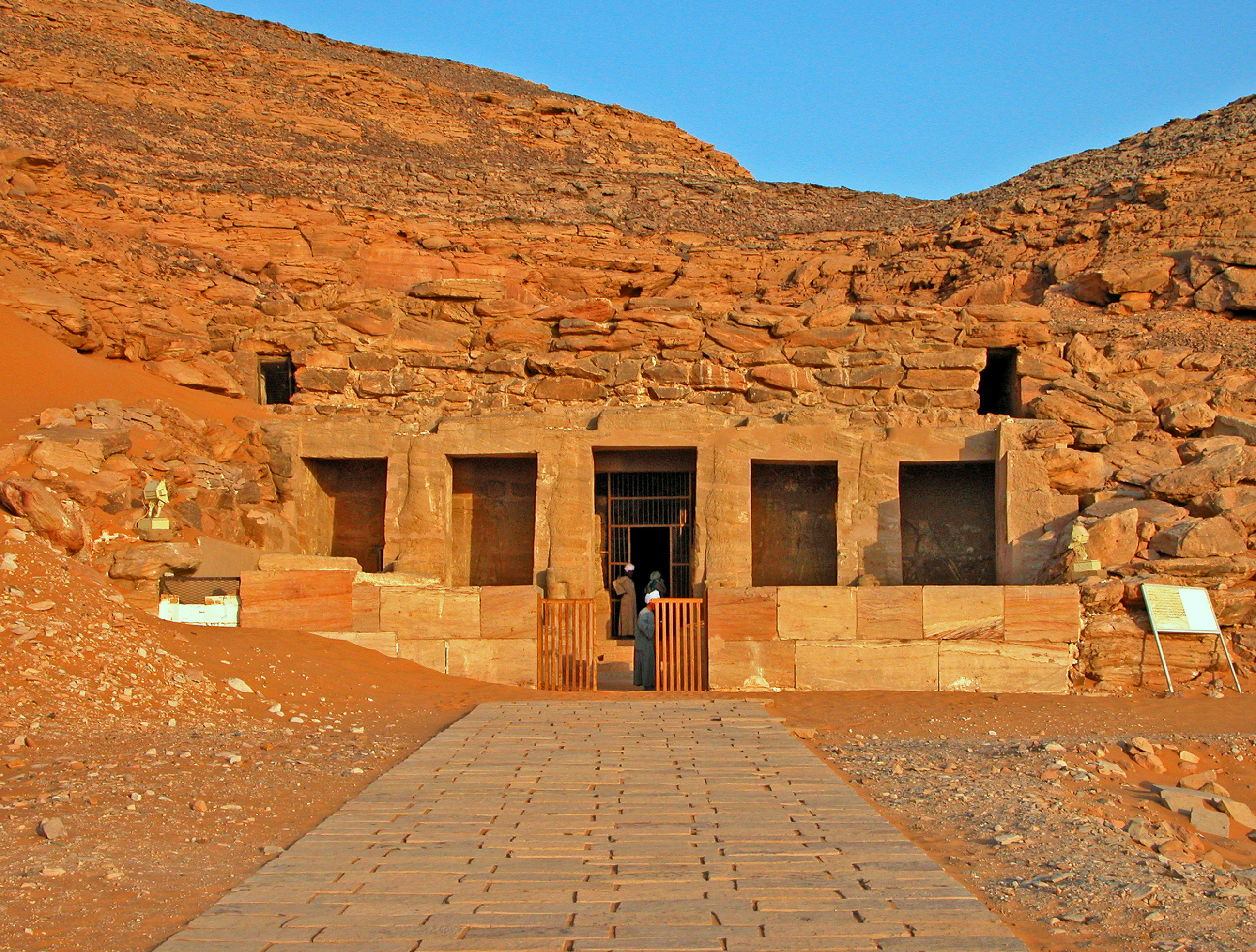
واجهة معبد الدر

معبد الدر أو الدر معبد مصري منحوت في الصخر النوبة السفلى. بناه رمسيس الثاني خلال حكم الأسرة التاسعة عشر. وهو المعبد الوحيد المنحوت في الصخر الذي أنشأه رمسيس الثاني في النوبة على الضفة اليمنى (الشرقية) من نهر النيل، وكان موقعه عند منطقة الدر. موقع المعبد المتميز «ربما يعود لأن النهر عند اقترابه من منحنى كورسكو يسير في اتجاه 'غير طبيعي' باتجاه جنوب شرقي» بناء الدر كان معروفا في العصور القديمة بمعبد رعمسيس-مريامون، رمسيس الثاني في حمى رع. وكان مخصصا للإله رع-حوراختي. اختلف العلماء حول تاريخ بناء المعبد: عالم المصريات الفرنسي نيكولا جريمال يضع التاريخ في السنة الثالثة عشرة من حكم رمسيس الثاني، بافتراض تزامن ذلك مع أول يوبيل لجلوسه على العرش. على الطرف الآخر يرى جون بينز وجارومير مالك أن معبد الدر «بني في الجزء الثاني من حكم الملك»، ربما بسبب «شكل البناء ونقوشه تماثل المعبد الكبير في أبو سمبل (بدون الثماثيل الضخمة الجالسة في واجهته).»، وأبو سمبل بني مابين العامين 24 و 31 من حكم رمسيس. تبعا لرأي جويس تيلديسلي، معبد الدر بناه سيتاو، والذي كان والي كوش أو النوبة بين عامي 38 إلى 63 من حكم رمسيس.

## عمارة وزخارف

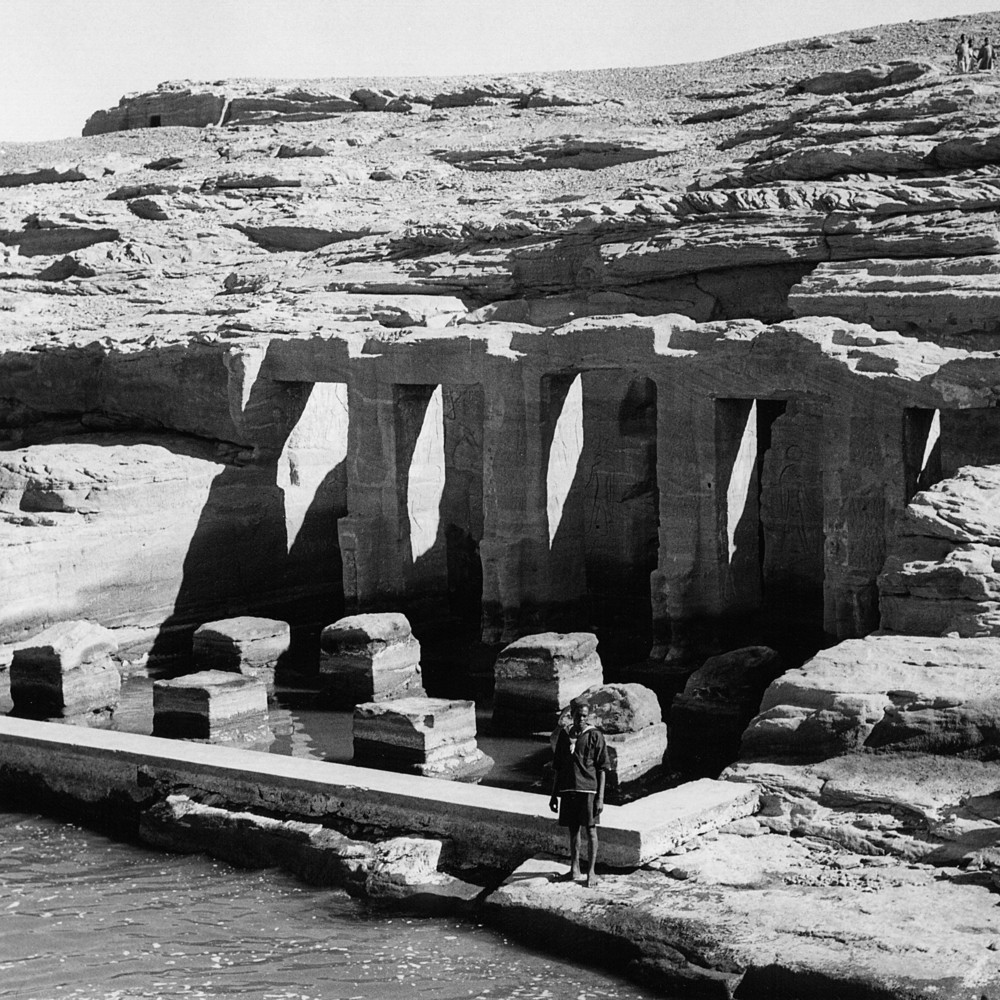
المعبد عام 1960.

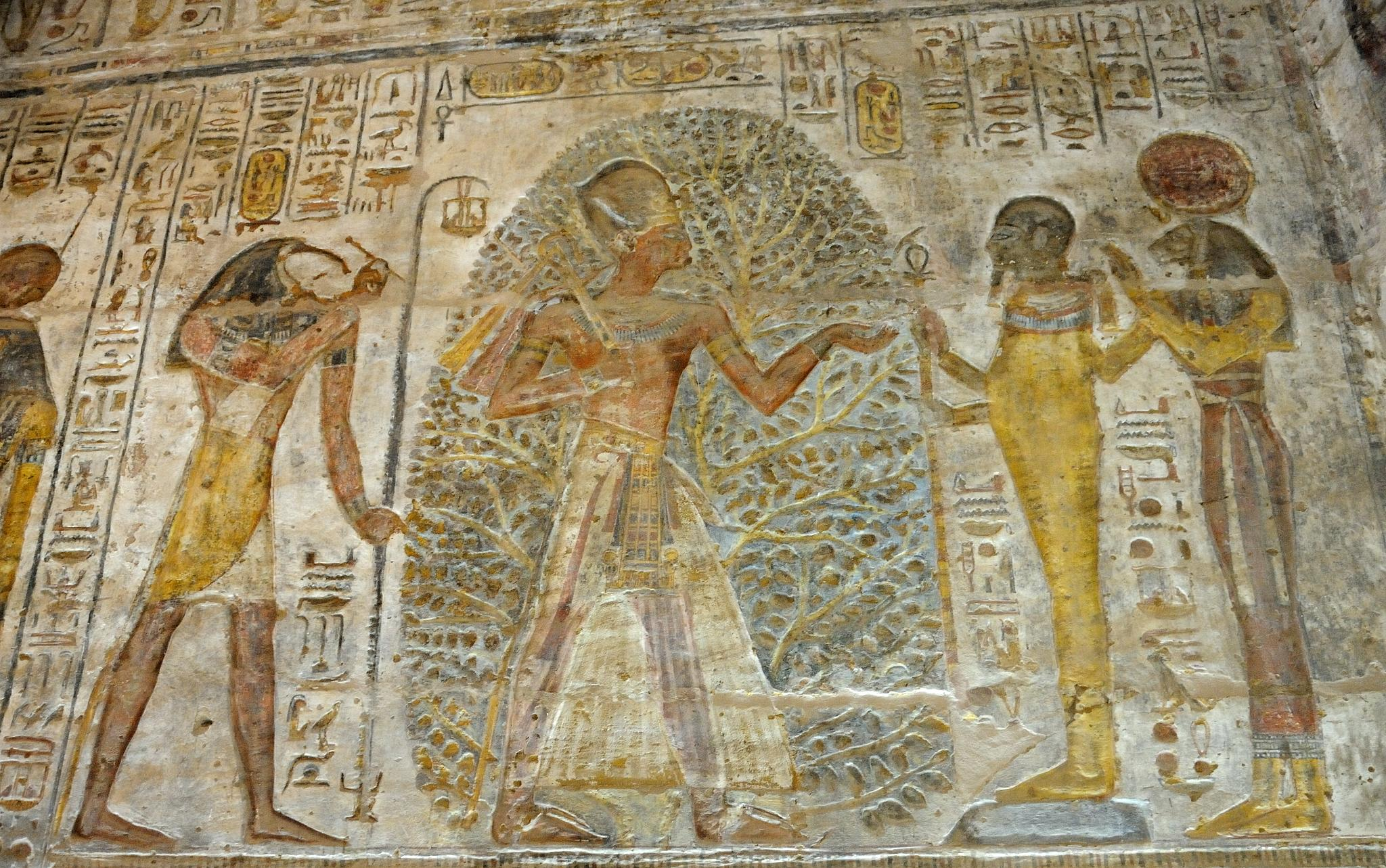
نقش بارز لرمسيس الثاني في معبد الدر

معبد الدر به تفاصيل معمارية أكثر من المعبد المنحوت بيت الوالي و«يتكون من سلسلة من بهوين معمدين (ربما يسبقهم بهو أمامي مع صرح) ومنهم إلى حرم مقدس ثلاثي مكون من تماثيل رمسيس الثاني، آمون رع، رع-حوراختي، وبتاح حيث كانت طقوس العبادة.»
عندما تم ترميم المعبد في العصور الحديثة، ظهر لمعان وحيوية نقوشه بالمقارنة مع نقوش معابد أخرى ظهر فيها «انطفاء» درجة ألوان نقوشها.
في عام 1965 تم فك ونقل المعبد مع معبد أمادا إلى موقع جديد.
الزوار الأوائل شاهدوا المعبد في موقعه القديم، والمعبد نفسه درس ونشر عنه لأول مرة ألوارد بلاكمان في عام 1913.

## روابط خارجية
- معبد الدر